# مجلس ایالتی ویسکانسین
مجلس ایالتی ویسکانسین مجلس سفلی مجلس قانون‌گذاری ویسکانسین است. این دو به‌همراه مجلس سنای کوچک‌تر ویسکانسین، شاخه قانونگذاری ایالت ویسکانسین در ایالات متحده را تشکیل می‌دهند.
نمایندگان این مجلس در انتخاباتی که در فصل پایین برگزار می‌شود، برای یک دورهٔ دو ساله انتخاب می‌شوند. اگر در فاصلهٔ بین دو انتخابات، یک کرسی در مجلس خالی شود، فقط با یک انتخابات ویژه می‌تواند مجدداً پر شود.
قانون اساسی ویسکانسین اندازهٔ مجلس ایالتی را به ۵۴ تا ۱۰۰ عضو محدود کرده‌است. از سال ۱۹۷۳، این ایالت به ۹۹ ناحیهٔ قانون‌گذاری تقسیم شده‌است که بر اساس جمعیتی که توسط سرشماری ده ساله تعیین شده‌است، در سراسر این ایالت تقسیم‌بندی شده‌اند و در مجموع نیز دارای ۹۹ نماینده است. این مجلس از سال ۱۸۴۸ تا ۱۸۵۳ دارای ۶۶ ناحیهٔ قانون‌گذاری؛ از ۱۸۵۴ تا ۱۸۵۶ دارای ۸۲ ناحیهٔ قانون‌گذاری؛ از ۱۸۵۷ تا ۱۸۶۱ دارای ۹۷ ناحیهٔ قانون‌گذاری؛ و از ۱۸۶۲ تا ۱۹۷۲ دارای ۱۰۰ ناحیهٔ قانون‌گذاری بوده‌است. اندازهٔ مجلس سنای ویسکانسین نیز وابسته به اندازهٔ مجلس ایالتی است و باید بین یک چهارم تا یک سوم آن باشد. در حال حاضر، مجلس سنای ویسکانسین ۳۳ عضو دارد و هر ناحیهٔ سنا از ترکیب سه ناحیهٔ قانون‌گذاری همسایه تشکیل شده‌است.
این مجلس به‌شدت کژحوزه‌بندی‌شده است و دارای اکثریت ۵۳٪ - ۴۵٪ دموکرات در آرای مردمی در انتخابات ۲۰۱۸ بود که به اکثریت جمهوری‌خواه ۶۳–۳۶ در مجلس تبدیل شد. به گزارش اوشکوش نورث‌وسترن، بسیاری از کارشناسان ویسکانسین را خطرناک‌ترین ایالت در ایالات متحده می‌دانند؛ ادعایی که توسط پولیتی‌فکت به‌عنوان «عموماً درست» رتبه‌بندی شده‌است. پس از تقسیم‌بندی مجدد جمهوری‌خواهان در سال ۲۰۲۱، مرکز روزنامه‌نگاری تحقیقی ویسکانسین گزارش داد که شکاف کارایی متعاقباً به ۱۶٫۶ درصد به نفع جمهوری‌خواهان افزایش یافته‌است.
تالار مجلس در بالهٔ غربی ساختمان کنگره ایالت ویسکانسین، واقع در مدیسون، ویسکانسین واقع شده‌است.

## تاریخچه
ایالات متحده پس از واگذاری زمین‌های این ایالت از سوی بریتانیا پیرو معاهده پاریس، برای نخستین بار ویسکانسین را در سال ۱۷۸۷ تحت فرمان شمال غربی سازماندهی کرد. این منطقه در سال ۱۸۳۶ به قلمروی ویسکانسین تبدیل شد. مجمع منطقه‌ای آن زمان، پس از انتخابات، برای سه جلسه در برلینگتون مستقر شد و سپس به پایتخت دائمی یعنی مدیسون نقل مکان کرد.
در طول دوران مجمع منطقه‌ای، اعضای گردآوری‌شده به ایجاد سیستم دادگاه کمک کردند، مرزها و تعداد شهرستان‌ها را تعیین کردند و املای ویسکانسین را منظم‌سازی کردند. در سال ۱۸۴۲، یک نماینده (چارلز آرنت، ویگ از شهرستان براون) توسط یک نمایندهٔ دیگر، جیمز وینیار، دموکرات از شهرستان گرنت، به‌دلیل انتصاب کلانتر شهرستان گرنت به ضرب گلوله کشته شد.
ویسکانسین در ۲۹ مهٔ ۱۸۴۸ به یکی از ایالت‌های ایالات متحده تبدیل شد و انتخابات ویژه برای تکمیل اولین جلسهٔ مجلس ایالتی برگزار شد. در آن زمان، این نهاد شامل ۶۶ عضو بود. این مجلس در سال ۱۸۵۲به ۸۲ کرسی، و سپس در سال ۱۸۵۶ به ۹۷ کرسی، و پس از آن در سال ۱۸۶۱ به ۱۰۰ کرسی، که حداکثر مجاز در قانون اساسی ویسکانسین است، گسترش یافت. تعداد اعضای آن تا سال ۱۹۷۱ برابر با ۱۰۰ کرسی باقی ماند و پس از آن، به‌منظور مطابقت با الزامات نمایندگی مساوی فدرال در چارچوب قانون اساسی ویسکانسین، تعداد اعضای آن به ۹۹ عضو کاهش یافت. تعداد کنونی کرسی‌های این مجلس، برای حفظ نسبت ۳:۱ کرسی‌های مجلس سنا، برابر با ۹۹ کرسی تعیین شده‌است.

## حقوق و مزایا

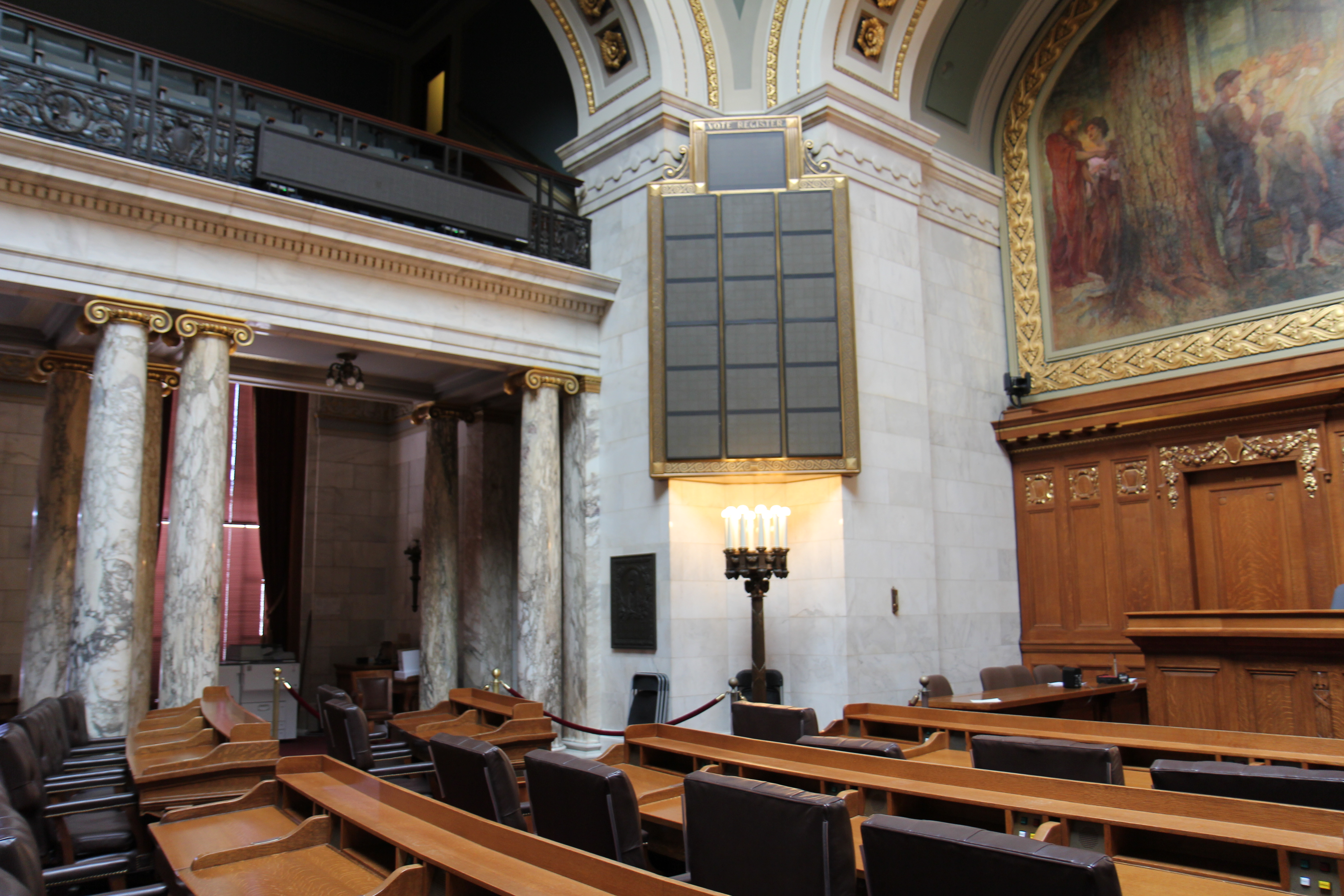
میزها و صفحهٔ رأی‌گیری

حقوق سالانهٔ دریافتی نمایندگانی که در پاییز ۲۰۱۶ انتخاب شده‌اند، ۵۰٬۹۵۰ دلار است.
نمایندگان خارج از شهرستان دان، تا زمانی که برای شغل ایالتی خود در مدیسون حضور دارند، علاوه بر حقوق خود، تا سقف ۸۸ دلار روزانه نیز برای هزینه‌های زندگی دریافت کنند. اعضای هیئت شهرستان دان اجازه دارند تا ۴۴ دلار در روز هزینه داشته باشند. هنگامی که نشست مجلس برای سه روز یا کمتر برقرار باشد، هر نماینده همچنین ۷۵ دلار در ماه به‌عنوان دستمزد «خارج از جلسه» دریافت می‌کند. در طی دو سال، به هر نماینده ۱۲٬۰۰۰ دلار برای پوشش هزینه‌های عمومی اداره، چاپ، هزینهٔ پست و نامه‌نگاری‌های منطقه‌ای اختصاص داده می‌شود.
طبق یک پژوهش انجام‌شده در سال ۱۹۶۰، در آن زمان حقوق و مزایای مجلس به حدی پایین بود که در شهرستان میلواکی، سمت‌های هیئت نظارت شهرستان و شورای مشترک میلواکی مطلوب‌تر از کرسی‌های مجلس تلقی می‌شد و به‌طور متوسط ۲۳ درصد قانون‌گذاران میلواکی به دنبال انتخاب مجدد نبودند. این الگو در باقی ایالت‌ها که ادارات محلی تمایل به پرداخت هزینه‌های کمتر داشتند، به همان اندازه دیده نمی‌شد.

## مجلس فعلی

### ترکیب‌بندی
| ↓       |            |
| ۳۵      | ۶۴         |
| دموکرات | جمهوری‌خواه |

| وابستگی               | حزب (رنگ پس‌زمینه نشان‌گر انجمن حزبی اکثریت است) | حزب (رنگ پس‌زمینه نشان‌گر انجمن حزبی اکثریت است) | حزب (رنگ پس‌زمینه نشان‌گر انجمن حزبی اکثریت است) | خالی |
| --------------------- | ---------------------------------------------- | ---------------------------------------------- | ---------------------------------------------- | ---- |
| وابستگی               |                                                |                                                |                                                | خالی |
| وابستگی               | دموکرات                                        | جمهوری‌خواه                                     | مجموع                                          | خالی |
| آغاز مجلس ۱۰۱ (۲۰۱۳)  | ۳۹                                             | ۵۹                                             | ۹۸                                             | ۱    |
| پایان مجلس ۱۰۱ (۲۰۱۴) | ۳۹                                             | ۶۰                                             | ۹۹                                             | ۰    |
|                       |                                                |                                                |                                                |      |
| آغاز مجلس ۱۰۲ (۲۰۱۵)  | ۳۶                                             | ۶۳                                             | ۹۹                                             | ۰    |
| پایان مجلس ۱۰۲ (۲۰۱۶) | ۳۶                                             | ۶۳                                             | ۹۹                                             | ۰    |
|                       |                                                |                                                |                                                |      |
| آغاز مجلس ۱۰۳ (۲۰۱۷)  | ۳۵                                             | ۶۴                                             | ۹۹                                             | ۰    |
| پایان مجلس ۱۰۳ (۲۰۱۸) | ۳۵                                             | ۶۴                                             | ۹۹                                             | ۰    |
|                       |                                                |                                                |                                                |      |
| آغاز مجلس ۱۰۴ (۲۰۱۹)  | ۳۶                                             | 63                                             | ۹۹                                             | ۰    |
| پایان مجلس ۱۰۴ (۲۰۲۰) | ۳۴                                             | ۶۲                                             | ۹۶                                             | ۳    |
|                       |                                                |                                                |                                                |      |
| آغاز مجلس ۱۰۵ (۲۰۲۱)  | ۳۸                                             | ۶۰                                             | ۹۸                                             | ۱    |
| پایان مجلس ۱۰۵ (۲۰۲۲) | ۳۸                                             | ۵۷                                             | ۹۵                                             | ۴    |
|                       |                                                |                                                |                                                |      |
| آغاز مجلس ۱۰۶ (۲۰۲۳)  | ۳۵                                             | ۶۴                                             | ۹۹                                             | ۰    |
| ترکیب‌بندی فعلی        | ۳۵                                             | ۶۳                                             | ۹۸                                             | ۱    |
| آخرین سهم رأی‌گیری     | ۳۵٫۷۱٪                                         | ۶۴٫۲۹٪                                         |                                                |      |

### افسران مجلس
| سمت       | سمت                    | نام             | حزب            |                |
| --------- | ---------------------- | --------------- | -------------- | -------------- |
|           | رئیس                   | رابین واس       | جمهوری‌خواه     |                |
|           | رئیس جانشین            | کوین دی. پیترسن | جمهوری‌خواه     |                |
|           | رهبر اکثریت            | تایلر آگست      | جمهوری‌خواه     |                |
|           | معاون رهبر اکثریت      | جان پالمر       | جمهوری‌خواه     |                |
|           | رئیس انجمن حزبی اکثریت | راب سامرفیلد    | جمهوری‌خواه     |                |
|           | رهبر اقلیت             | گرتا نیوباوئر   | دموکرات        |                |
|           | معاون رهبر اقلیت       | کالان هیوود     | دموکرات        |                |
|           | رئیس انجمن حزبی اقلیت  | لیسا سابک       | دموکرات        |                |
| منشی ارشد | منشی ارشد              | تد بلازل        | تد بلازل       | تد بلازل       |
| ناظم جلسه | ناظم جلسه              | آن تانون بایرز  | آن تانون بایرز | آن تانون بایرز |

### اعضا
از آنجا که هر ناحیهٔ مجلس سنا از به‌هم پیوستن سه ناحیهٔ قانون‌گذاری تشکیل شده‌است، ناحیه‌های سنای متناظر به شکل زیر نمایش داده شده‌اند.
| ناحیهٔ سنا | ناحیهٔ مجلس | نماینده              | حزب      | سن       | محل سکونت    | نخستین انتخاب |
| --------- | ---------- | -------------------- | -------- | -------- | ------------ | ------------- |
| ۰۱        | ۰۱         | جوئل کیچنز           | ج        | ۶۵       | استورجن بی   | ۲۰۱۴          |
| ۰۱        | ۰۲         | شای سورتول           | ج        | ۳۷       | تو ریورز     | ۲۰۱۸          |
| ۰۱        | ۰۳         | ران توزلر            | ج        | ۳۸       | هریسون       | ۲۰۱۶          |
| ۰۲        | ۰۴         | دیوید استفن          | ج        | ۵۰       | گرین‌بی       | ۲۰۱۴          |
| ۰۲        | ۰۵         | جوی گوبن             | ج        |          | هوبارت       | ۲۰۲۲          |
| ۰۲        | ۰۶         | پیتر اشمیت           | ج        | ۳۰       | باندوئل      | ۲۰۲۲          |
| ۰۳        | ۰۷         | دنیل ریمر            | د        | ۳۶       | میلواکی      | ۲۰۱۲          |
| ۰۳        | ۰۸         | سیلویا اوریتز-ولز    | د        |          | میلواکی      | ۲۰۲۰          |
| ۰۳        | ۰۹         | ماریزابل کابررا      | د        | ۴۷       | میلواکی      | ۲۰۱۸          |
| ۰۴        | ۱۰         | دارین مدیسون         | د        | ۲۷       | میلواکی      | ۲۰۲۲          |
| ۰۴        | ۱۱         | دورا دریک            | د        |          | میلواکی      | ۲۰۲۰          |
| ۰۴        | ۱۲         | لاکشیا مایرز         | د        | ۳۸       | میلواکی      | ۲۰۱۸          |
| ۰۵        | ۱۳         | تام میشالسکی         | ج        | ۷۱       | الم گروو     | ۲۰۲۲          |
| ۰۵        | ۱۴         | رابین واینینگ        | د        | ۴۶       | واواتوسا     | ۲۰۱۸          |
| ۰۵        | ۱۵         | دیو مکسی             | ج        | ۵۰       | نیو برلین    | ۲۰۲۲          |
| ۰۶        | ۱۶         | کالان هیوود          | د        | ۲۳       | میلواکی      | ۲۰۱۸          |
| ۰۶        | ۱۷         | سوپریم مور اوموکونده | د        | ۴۳       | میلواکی      | ۲۰۲۰          |
| ۰۶        | ۱۸         | ایوان گویک           | د        | ۴۰       | میلواکی      | ۲۰۱۲          |
| ۰۷        | ۱۹         | رایان کلنسی          | د        | ۴۶       | میلواکی      | ۲۰۲۲          |
| ۰۷        | ۲۰         | کریستین سینیکی       | د        | ۶۲       | میلواکی      | ۱۹۹۸          |
| ۰۷        | ۲۱         | جسی رودریگز          | ج        | ۴۵       | اوک کریک     | ۲۰۱۳          |
| ۰۸        | ۲۲         | ژانل برندجن          | ج        | ۵۶       | منومنی فولز  | ۲۰۱۴          |
| ۰۸        | ۲۳         | دب آندراکا           | د        | ۵۲       | وایت‌فیش بی   | ۲۰۲۰          |
| ۰۸        | ۲۴         | --خالی--             | --خالی-- | --خالی-- | --خالی--     | --خالی--      |
| ۰۹        | ۲۵         | پائول تیتل           | ج        | ۶۱       | مینتواک      | ۲۰۱۲          |
| ۰۹        | ۲۶         | تری کتسما            | ج        | ۶۴       | اوستبورگ     | ۲۰۱۴          |
| ۰۹        | ۲۷         | ایمی بینزفیلد        | ج        | ۴۷       | شیبویگان     | ۲۰۲۲          |
| ۱۰        | ۲۸         | گای مگنیفیسی         | ج        | ۷۰       | درسر         | ۲۰۱۸          |
| ۱۰        | ۲۹         | کلینت موزس           | ج        | ۴۶       | منومونی      | ۲۰۲۰          |
| ۱۰        | ۳۰         | شنون زیمرمن          | ج        | ۵۰       | ریور فالز    | ۲۰۱۶          |
| ۱۱        | ۳۱         | الن شوت              | ج        | ۲۷       | کلینتون      | ۲۰۲۲          |
| ۱۱        | ۳۲         | تایلر آگست           | ج        | ۳۹       | لیک جنوا     | ۲۰۱۰          |
| ۱۱        | ۳۳         | اسکات جانسون         | ج        | ۶۹       | جفرسون       | ۲۰۲۲          |
| ۱۲        | ۳۴         | راب سورینگن          | ج        | ۵۹       | رایلندر      | ۲۰۱۲          |
| ۱۲        | ۳۵         | کلوین کالاهان        | ج        | ۲۳       | تامهاوک      | ۲۰۲۰          |
| ۱۲        | ۳۶         | جفری مورسائو         | ج        | ۶۸       | کریویتز      | ۲۰۰۴          |
| ۱۳        | ۳۷         | ویلیام پنترمن        | ج        | ۲۶       | کلمبوس       | ۲۰۲۱          |
| ۱۳        | ۳۸         | باربارا دیتریش       | ج        | ۵۸       | اوکانماواک   | ۲۰۱۸          |
| ۱۳        | ۳۹         | مارک بورن            | ج        | ۴۶       | بیور دم      | ۲۰۱۲          |
| ۱۴        | ۴۰         | کوین دیوید پیترسن    | ج        | ۵۸       | واپاکا       | ۲۰۰۶          |
| ۱۴        | ۴۱         | الکس دالمن           | ج        | ۳۰       | گرین لیک     | ۲۰۲۰          |
| ۱۴        | ۴۲         | جان پالمر            | ج        | ۶۷       | لادی         | ۲۰۱۸          |
| ۱۵        | ۴۳         | جنا جیکوبسون         | د        | ۴۱       | اورگن        | ۲۰۲۲          |
| ۱۵        | ۴۴         | سو کانلی             | د        | ۶۲       | جینسویل      | ۲۰۲۰          |
| ۱۵        | ۴۵         | کلینتون اندرسون      | د        | ۲۹       | بیلویت       | ۲۰۲۲          |
| ۱۶        | ۴۶         | ملیسا رتکلیف         | د        | ۴۶       | کاتج گروو    | ۲۰۲۲          |
| ۱۶        | ۴۷         | جیمی پی. اندرسون     | د        | ۳۶       | فیچبرگ       | ۲۰۱۶          |
| ۱۶        | ۴۸         | سامبا بالده          | د        | ۵۲       | مدیسن        | ۲۰۲۰          |
| ۱۷        | ۴۹         | تراویس ترانل         | ج        | ۳۷       | کوبا سیتی    | ۲۰۱۰          |
| ۱۷        | ۵۰         | تونی کروتز           | ج        | ۵۶       | وونووک       | ۲۰۱۸          |
| ۱۷        | ۵۱         | تاد نوواک            | ج        | ۵۷       | دوجویل       | ۲۰۱۴          |
| ۱۸        | ۵۲         | جری ال. اوکانر       | ج        | ۶۹       | فوند دو لک   | ۲۰۲۲          |
| ۱۸        | ۵۳         | مایکل شرا            | ج        | ۶۱       | اشکوش        | ۲۰۱۲          |
| ۱۸        | ۵۴         | لوری پالمری          | د        | ۵۵       | اشکوش        | ۲۰۲۲          |
| ۱۹        | ۵۵         | نیت گوستاوسون        | ج        | ۲۸       | نینا         | ۲۰۲۲          |
| ۱۹        | ۵۶         | دیو مورفی            | ج        | ۶۸       | گرینویل      | ۲۰۱۲          |
| ۱۹        | ۵۷         | لی اسنادگراس         | د        | ۵۳       | اپلتون       | ۲۰۲۰          |
| ۲۰        | ۵۸         | ریک گاندرام          | ج        | ۵۷       | اسلینگر      | ۲۰۱۸          |
| ۲۰        | ۵۹         | تای بادن             | ج        | ۲۹       | هیلبرت       | ۲۰۲۲          |
| ۲۰        | ۶۰         | رابرت بروکز          | ج        | ۵۷       | ساکویل       | ۲۰۱۴          |
| ۲۱        | ۶۱         | آماندا ندوسکی        | ج        | ۴۷       | پلزنت پریری  | ۲۰۲۲          |
| ۲۱        | ۶۲         | رابرت ویتک           | ج        | ۶۵       | ریسین        | ۲۰۱۸          |
| ۲۱        | ۶۳         | رابین واس            | ج        | ۵۴       | روچستر       | ۲۰۰۴          |
| ۲۲        | ۶۴         | تیپ مک‌گوایر          | د        | ۳۶       | کنوشا        | ۲۰۱۹          |
| ۲۲        | ۶۵         | تاد آنستاد           | د        | ۷۰       | کنوشا        | ۲۰۱۲          |
| ۲۲        | ۶۶         | گرتا نیوباوئر        | د        | ۳۱       | ریسین        | ۲۰۱۸          |
| ۲۳        | ۶۷         | راب سامرفیلد         | ج        | ۴۲       | بلومر        | ۲۰۱۶          |
| ۲۳        | ۶۸         | کارن هرد             | ج        | ۵۰       | فال کریک     | ۲۰۲۲          |
| ۲۳        | ۶۹         | دونا روزار           | ج        | ۷۲       | مارشفیلد     | ۲۰۲۰          |
| ۲۴        | ۷۰         | ننسی واندرمیر        | ج        | ۶۴       | تامه         | ۲۰۱۴          |
| ۲۴        | ۷۱         | کاترینا شنک‌لند       | د        | ۳۵       | استیون پوینت | ۲۰۱۲          |
| ۲۴        | ۷۲         | اسکات کراگ           | ج        | ۴۷       | نیکوسا       | ۲۰۱۰          |
| ۲۵        | ۷۳         | انگی ساپیک           | ج        | ۳۸       | لیک نباگامون | ۲۰۲۲          |
| ۲۵        | ۷۴         | چنز گرین             | ج        | ۳۲       | گرندویو      | ۲۰۲۲          |
| ۲۵        | ۷۵         | دیوید آرمسترانگ      | ج        | ۶۱       | رایس لیک     | ۲۰۲۰          |
| ۲۶        | ۷۶         | فرانچسکا هونگ        | د        | ۳۴       | مدیسن        | ۲۰۲۰          |
| ۲۶        | ۷۷         | شلیا استابز          | د        | ۵۱       | مدیسن        | ۲۰۱۸          |
| ۲۶        | ۷۸         | لیزا سوبک            | د        | ۵۱       | مدیسن        | ۲۰۱۴          |
| ۲۷        | ۷۹         | الکس جوئرز           | د        | ۳۱       | میدلتون      | ۲۰۲۲          |
| ۲۷        | ۸۰         | مایک بیر             | د        | ۳۷       | ورونا        | ۲۰۲۲          |
| ۲۷        | ۸۱         | دیو کانسیدین         | د        | ۷۰       | بارابو       | ۲۰۱۴          |
| ۲۸        | ۸۲         | چاک ویچگرز           | ج        | ۵۷       | ماسکیگو      | ۲۰۱۶          |
| ۲۸        | ۸۳         | نیک رتینگر           | ج        | ۳۲       | ماکووناگو    | ۲۰۲۲          |
| ۲۸        | ۸۴         | باب دانوان           | ج        | ۶۷       | گرینفیلد     | ۲۰۲۲          |
| ۲۹        | ۸۵         | پاتریک اسنایدر       | ج        | ۶۶       | اسکوفیلد     | ۲۰۱۶          |
| ۲۹        | ۸۶         | جان اسپیروس          | ج        | ۶۱       | مارشفیلد     | ۲۰۱۲          |
| ۲۹        | ۸۷         | جیمز دبلیو. ادمینگ   | ج        | ۷۷       | گلن فلورا    | ۲۰۱۴          |
| ۳۰        | ۸۸         | جان ماکو             | ج        | ۶۴       | لج‌ویو        | ۲۰۱۴          |
| ۳۰        | ۸۹         | الایجا بنک           | ج        | ۳۹       | اوکانتو      | ۲۰۲۱          |
| ۳۰        | ۹۰         | کریستینا شلتون       | د        | ۴۲       | گرین‌بی       | ۲۰۲۰          |
| ۳۱        | ۹۱         | جودی امرسون          | د        | ۴۹       | او کلر       | ۲۰۱۸          |
| ۳۱        | ۹۲         | تریگ پرونشینسکه      | ج        | ۵۵       | موندووی      | ۲۰۱۶          |
| ۳۱        | ۹۳         | وارن پتریک           | ج        | ۶۷       | واشینگتون    | ۲۰۱۰          |
| ۳۲        | ۹۴         | استیو دویل           | د        | ۶۴       | اونالاسکا    | ۲۰۱۱          |
| ۳۲        | ۹۵         | جیل بیلینگز          | د        | ۵۸       | لا کراس      | ۲۰۱۱          |
| ۳۲        | ۹۶         | لورن اولدنبرگ        | ج        | ۵۷       | وایروکا      | ۲۰۱۸          |
| ۳۳        | ۹۷         | اسکات آلن            | ج        | ۵۷       | واکیشا       | ۲۰۱۴          |
| ۳۳        | ۹۸         | آدام نایلون          | ج        | ۳۸       | پیواکی       | ۲۰۱۳          |
| ۳۳        | ۹۹         | سیندی دوکو           | ج        | ۶۴       | دلافیلد      | ۲۰۱۵          |